# Приз за спортивну поведінку НБА
Приз за спортивну поведінку НБА (англ. NBA Sportsmanship Award) — щорічна нагорода Національної баскетбольної асоціації (НБА), яка вручається гравцю, що є прикладом ідеалів спортивної поведінки на ігровому майданчику - етичної поведінки, фейр-плей та чесності. Нагороду вручають починаючи з сезону 1995-96. Її аналогом в ЖНБА є Приз за спортивну поведінку імені Кім Перрот, яка вручається починаючи з 1997 року. Обидві нагороди по змісту близькі до Нагорода пам'яті Леді Бінг з НХЛ, хоча на відміну від хокейної нагороди, в баскетбольній не вимагається відмінної якості гри.
Кожного року, кожна з 30 команд НБА виставляє кандидатуру свого гравця для змагання за цю нагороду. З цих 30, 6 гравців обираються як переможці своїх дивізіонів. І нарешті в кінці регулярного сезону, гравці НБА голосують за гравців, кожний з яких складає список гравців з шести позицій: той хто зайняв перше місце в списку - отримує 11 очок, друге - 9, третє - 7, четверте - 5, п'яте - 3, шосте - лише одне очко. Гравець, який в підсумку набрав найбільшу кількість очок, незважаючи на отриману кількість перших місць, отримує нагороду. Лауреат нагороди отримує Трофей імені Джо Думарса, названий так в честь колишнього гравця команди Детройт Пістонс, який першим поміж інших здобув цю нагороду.
Переможцями цієї нагороди за історію НБА ставали 15 різних гравців. Грант Гілл та Майк Конлі вигравали нагороду по три рази, а Кемба Вокер та Джейсон Кідд — по 2. Луол Денг та Патті Міллс — єдині іноземці лауреати нагороди.

## Переможці

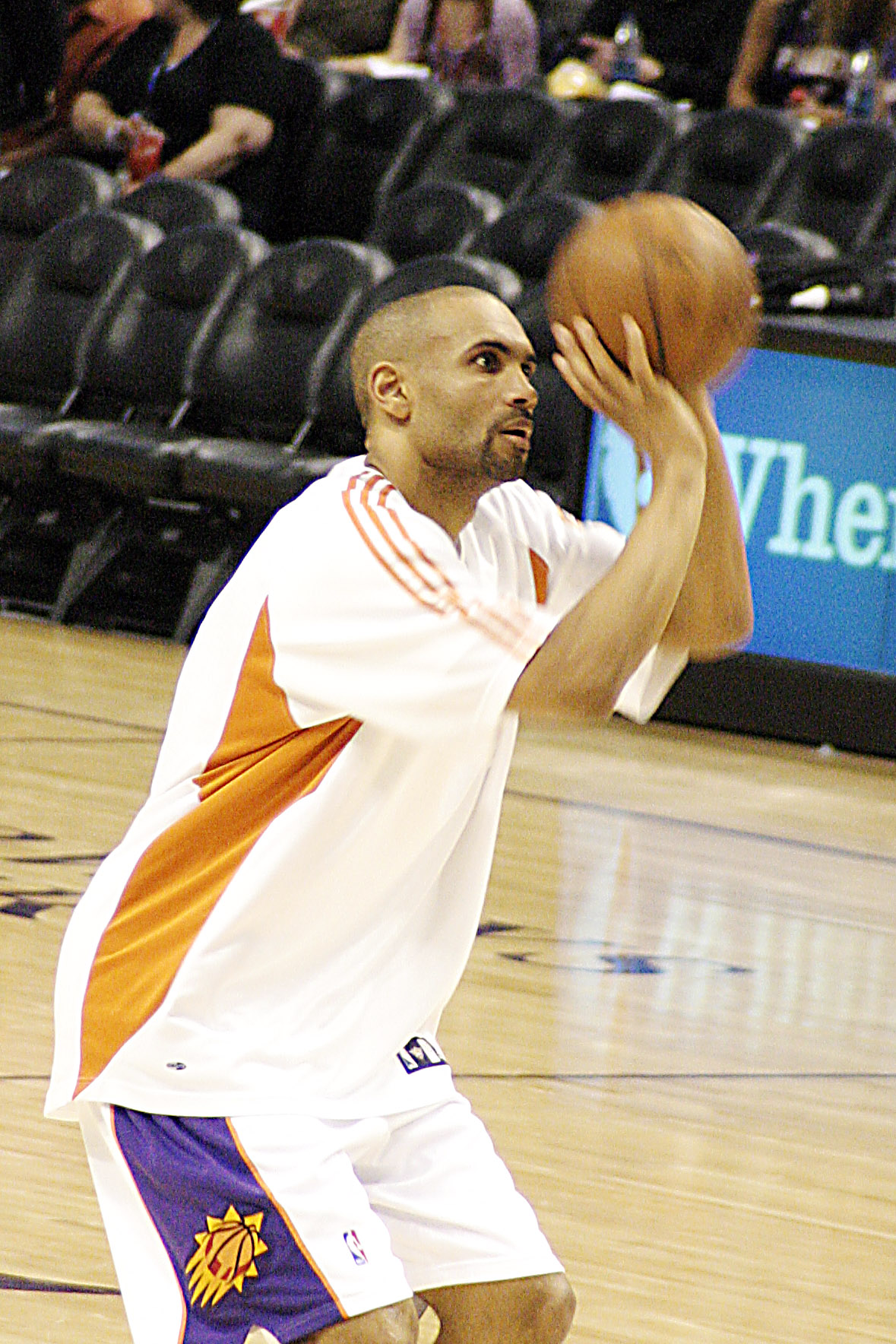
Грант Гілл, триразовий лауреат нагороди.

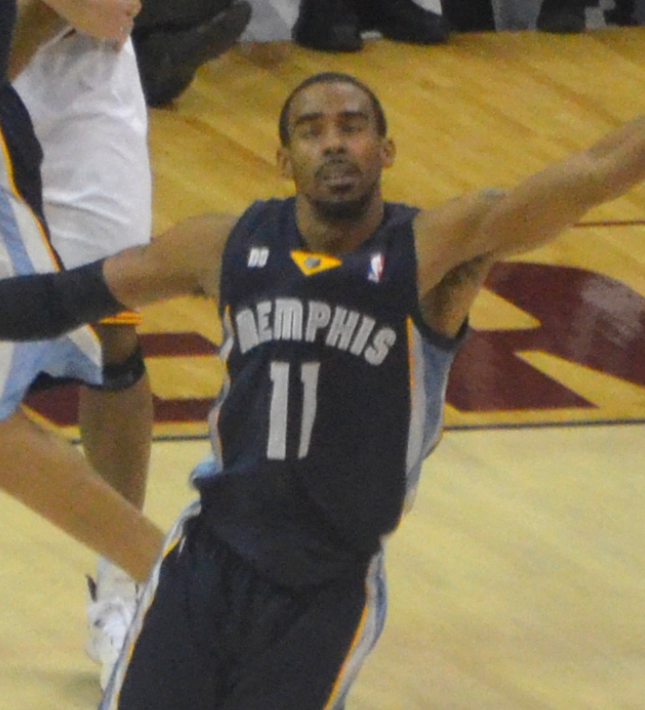
Майк Конлі, триразовий лауреат нагороди

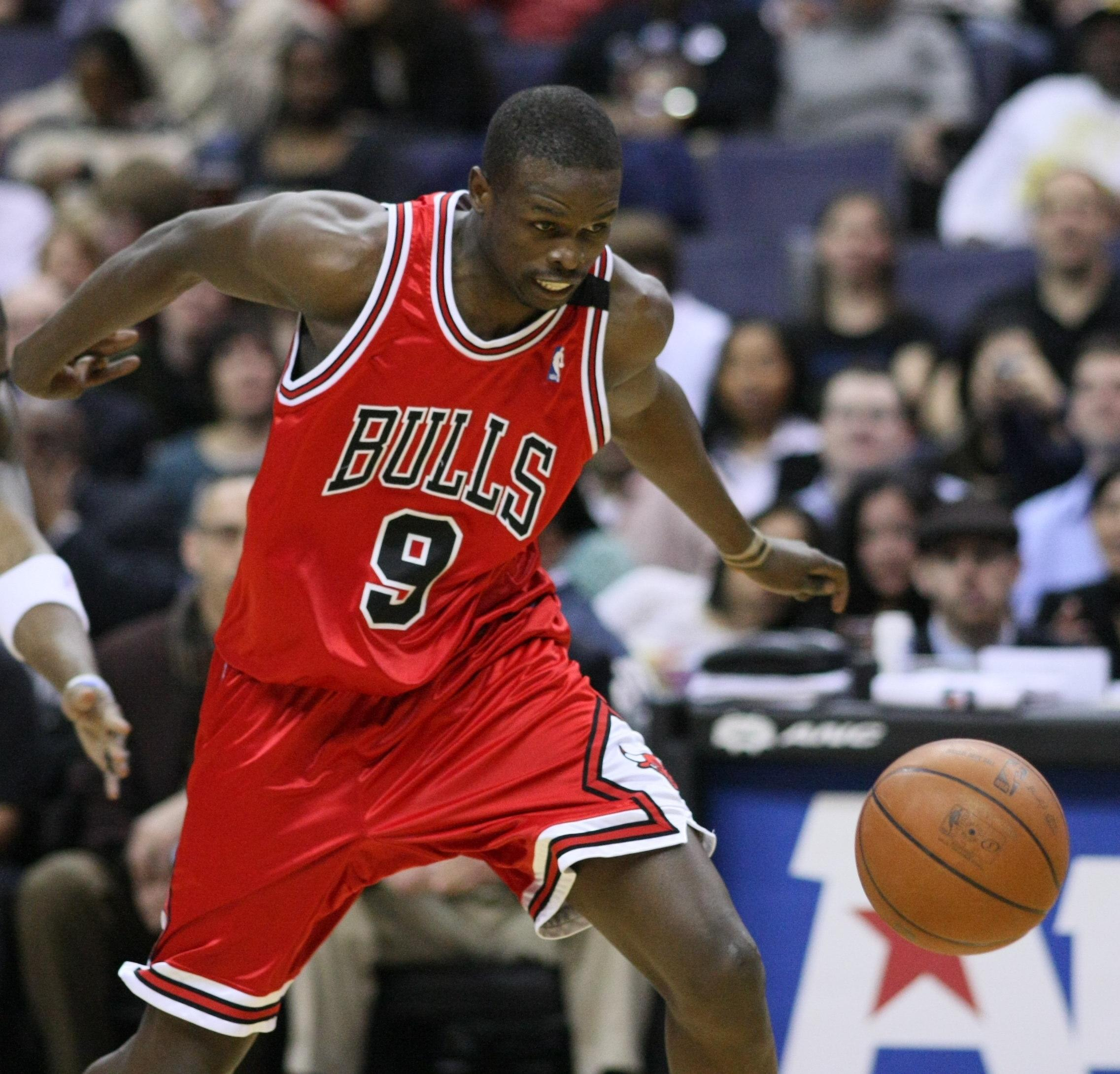
Луол Денг, єдиний іноземець лауреат нагороди.

| ^           | Гравці які є діючими в НБА                       |
|             | Вибраний до Баскетбольного Залу слави            |
| Гравець (X) | Вказує кількість разів здобуття гравцем нагороди |

| Сезон   | Гравець           | Позиція           | Громадянство    | Команда                     | Примітки |
| ------- | ----------------- | ----------------- | --------------- | --------------------------- | -------- |
| 1995-96 | Джо Думарс        | Захисник          | США             | Детройт Пістонс             | [ 2 ]    |
| 1996-97 | Террелл Брендон   | Захисник          | США             | Клівленд Кавальєрз          | [ 4 ]    |
| 1997-98 | Ейвері Джонсон    | Захисник          | США             | Сан-Антоніо Сперс           | [ 5 ]    |
| 1998-99 | Херсі Гоукінс     | Захисник          | США             | Сієтл СуперСонікс           | [ 6 ]    |
| 1999-00 | Ерік Сноу         | Захисник          | США             | Філадельфія Севенті-Сіксерс | [ 7 ]    |
| 2000-01 | Девід Робінсон    | Центровий         | США             | Сан-Антоніо Сперс           | [ 8 ]    |
| 2001-02 | Стів Сміт         | Захисник          | США             | Сан-Антоніо Сперс           | [ 9 ]    |
| 2002-03 | Рей Аллен^        | Захисник          | США             | Сієтл СуперСонікс           | [ 10 ]   |
| 2003-04 | Пі Джей Браун     | Центровий/Форвард | США             | Нью-Орлінс Горнетс          | [ 11 ]   |
| 2004-05 | Грант Гілл^       | Форвард           | США             | Орландо Меджик              | [ 12 ]   |
| 2005-06 | Елтон Бренд^      | Форвард           | США             | Лос-Анджелес Кліпперс       | [ 13 ]   |
| 2006-07 | Луол Денг^        | Форвард           | Велика Британія | Чикаго Буллз                | [ 1 ]    |
| 2007-08 | Грант Гілл^ (2)   | Форвард           | США             | Фінікс Санз                 | [ 12 ]   |
| 2008-09 | Чонсі Біллапс^    | Захисник          | США             | Денвер Наггетс              | [ 15 ]   |
| 2009-10 | Грант Гілл^ (3)   | Форвард           | США             | Фінікс Санз                 | [ 12 ]   |
| 2010-11 | Стівен Каррі^     | Захисник          | США             | Голден-Стейт Ворріорс       | [ 16 ]   |
| 2011-12 | Джейсон Кідд^     | Захисник          | США             | Даллас Маверікс             | [ 17 ]   |
| 2012-13 | Джейсон Кідд^ (2) | Захисник          | США             | Нью-Йорк Нікс               |          |
| 2013-14 | Майк Конлі^       | Захисник          | США             | Мемфіс Гріззліс             |          |
| 2014-15 | Кайл Корвер^      | Захисник          | США             | Атланта Гокс                |          |
| 2015-16 | Майк Конлі^ (2)   | Захисник          | США             | Мемфіс Гріззліс             |          |
| 2016-17 | Кемба Вокер^      | Захисник          | США             | Шарлотт Горнетс             |          |
| 2017-18 | Кемба Вокер^ (2)  | Захисник          | США             | Шарлотт Горнетс             |          |
| 2018-19 | Майк Конлі^ (3)   | Захисник          | США             | Мемфіс Гріззліс             |          |
| 2019–20 | Вінс Картер^      | Захисник          | США             | Атланта Гокс                |          |
| 2020–21 | Джру Голідей^     | Захисник          | США             | Мілвокі Бакс                |          |
| 2021–22 | Патті Міллс^      | Захисник          | Австралія       | Бруклін Нетс                |          |